# Neuratelia minor
Neuratelia minor är en tvåvingeart som först beskrevs av Lundstrom 1912.  Neuratelia minor ingår i släktet Neuratelia och familjen svampmyggor. Inga underarter finns listade i Catalogue of Life.